# Diploderma polygonatum
Diploderma polygonatum (japanisch キノボリトカゲ Kinobori-Tokage) ist eine Art aus der Familie der Agamen, die im Süden Japans und im Norden Taiwans verbreitet ist. Die Art wurde zeitweise in die Gattung Japalura eingeordnet.

## Etymologie
Der lateinische Gattungsname Diploderma besteht aus zwei Teilen. Diplo-, was soviel bedeutet wie „doppelt“ und -derma, das lateinische Wort für „Haut“. Das ganze Wort hat ein neutrales grammatisches Geschlecht. Wie der bisherige Gattungsname Japalura waren die meisten Artennamen dieser Gattung weiblich. Die meisten Namen von Arten, die inzwischen der Gattung Diploderma zugeordnet sind, mussten daher ihr Geschlecht in ein neutrales ändern. So wurde auch aus Japalura polygonata der aktuelle Artname Diploderma polygonatum.

## Merkmale und Lebensweise
Reptilien der Gattung Diploderma unterscheiden sich von eng verwandten Gattungen aus der Familie der Agamen durch die folgenden morphologischen Eigenschaften:
1. Schuppen sind an der Kopfseite gekielt
2. Nacken- und Rückenkammschuppen sind relativ kurz und dick
3. Post-okzipitale und post-orbitale Stacheln fehlen
4. Die Kehlschuppen (Gularia) sind größtenteils homogen
5. Schuppen am seitlichen Kiefer, deren Größe über den Gularbereich nicht gleich groß ist
6. Rückenschuppen sind in Größe und Form signifikant heterogen
7. Paravertebrale dorsolaterale Kämme, die bei den meisten Arten vorhanden sind und durch vergrößerte gekielte Schuppen gebildet werden (außer bei D. swinhonis und D. leui)
8. Das Fehlen von V-förmigen Graten entlang der Mittellinie des Rückens bei allen Arten mit Ausnahme von D. swinhonis

Die Art Diploderma polygonatum hat einen gemusterten bräunlichen bis grünen Farbton je nach Unterart, Alter, Geschlecht, Jahreszeit und Situation. Ausgewachsene Tiere können ihre Farbe ins Dunkelbraune wechseln und haben eine Gesamtlänge von ca. 20 bis 31 cm, je nach Unterart und Geschlecht. Weibchen sind etwas kleiner als Männchen, wobei dieser sexuelle Dimorphismus je nach Unterart unterschiedlich stark ausgeprägt ist. Ihr Körper ist auf das Leben in Bäumen angepasst, mit langen Gliedmaßen und Zehen mit großen Krallen. Die Art frisst u. a. Ameisen, Schmetterlinge, Schmetterlingslarven, Käfer, Zikaden und Spinnen. Die Weibchen legen von April bis August jeweils 1 bis 4 Eier. Die Tiere sind tagaktiv, leben hauptsächlich auf Bäumen und haben ein komplexes Sozial- und Territorialverhalten.

## Verbreitungsgebiet und Gefährdungsstatus

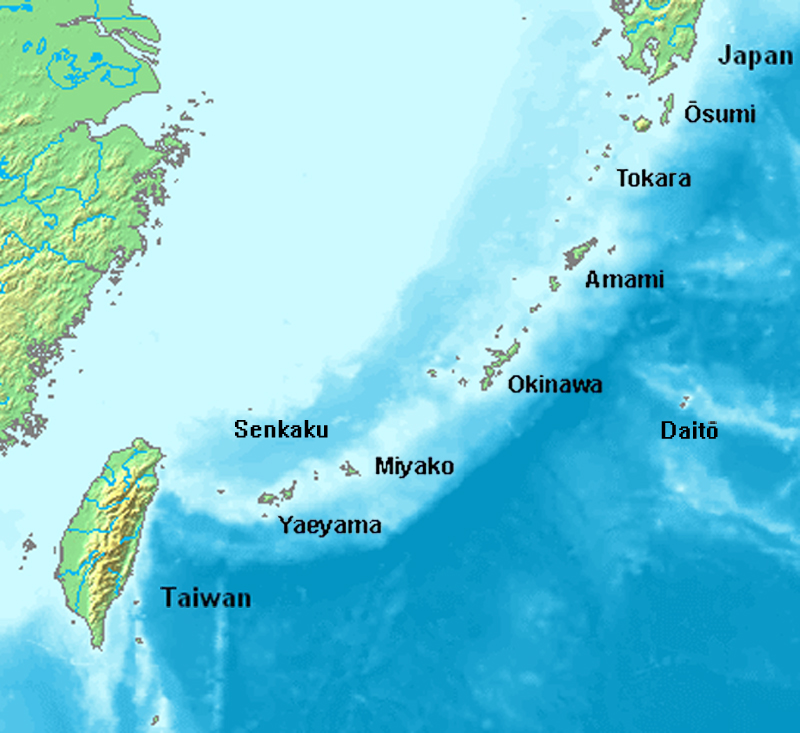
Ryūkyū-Inseln

Diploderma polygonatum ist im Norden Taiwans und im Süden Japans auf den Ryūkyū-Inseln insbesondere der Yaeyama- und Miyako-Inseln verbreitet, sowie inzwischen auf Kyūshū. Die Art wird von der IUCN nicht gelistet. Auf der nationalen Roten Liste gefährdeter Reptilien Japans von 2020 sind jedoch drei der fünf Unterarten als gefährdet oder potenziell gefährdet eingestuft. Bedrohungen stellen dabei unter anderem der Rückgang an geeignetem Waldlebensraum und möglicherweise invasive Tierarten wie der Kleine Mungo dar.

## Unterarten

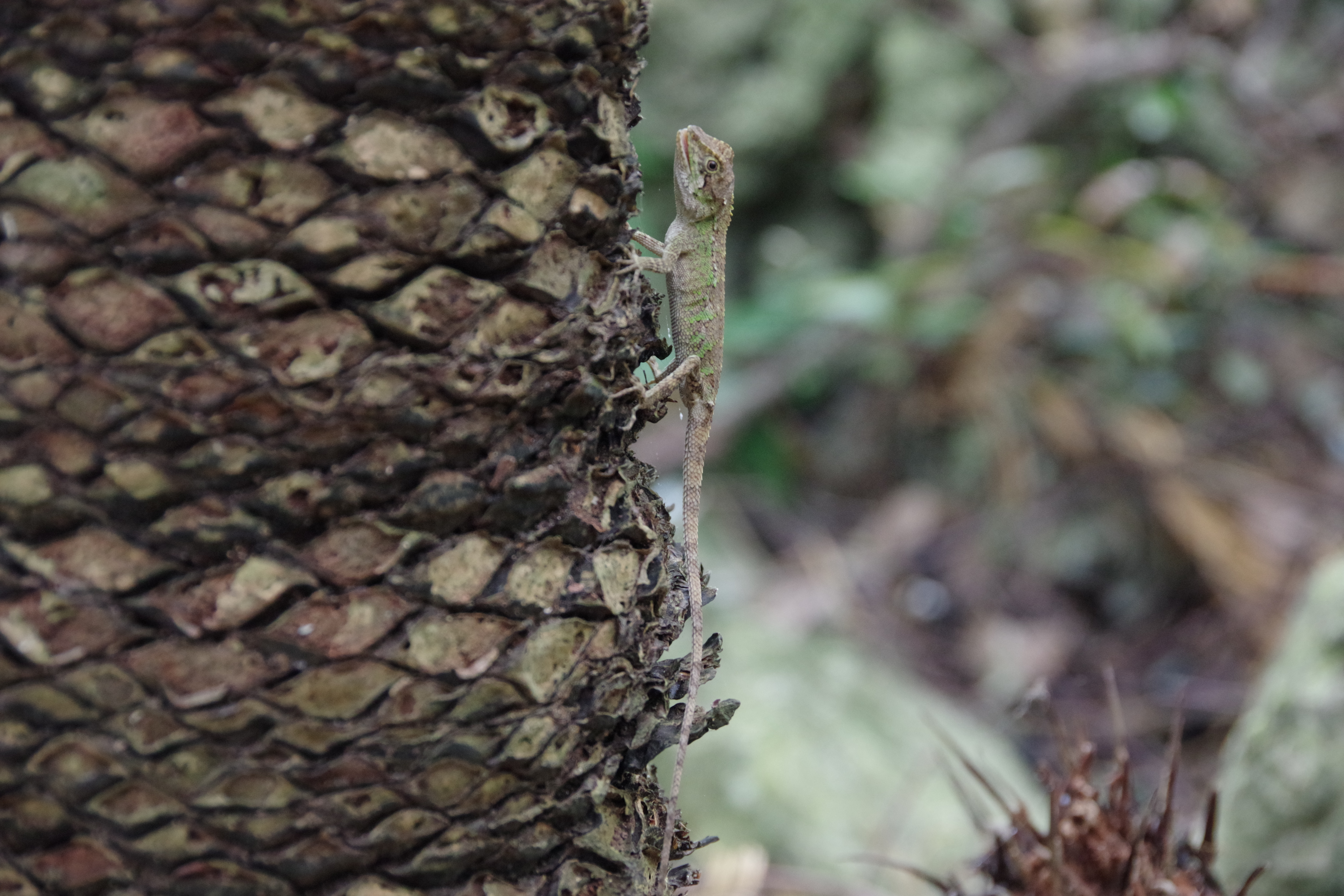
Ein Exemplar auf Okinawa

Es werden insgesamt fünf Unterarten unterschieden:
| Unterart                            | Japanischer Name                                 | Autor               | Verbreitungsgebiet                            |
| ----------------------------------- | ------------------------------------------------ | ------------------- | --------------------------------------------- |
| Diploderma polygonatum donan        | ヨナグニキノボリトカゲ Yonaguni-Kinobori-Tokage  | (Ota 2003)          | Insel Yonaguni (Teil der Yaeyama-Inseln)      |
| Diploderma polygonatum ishigakiense | サキシマキノボリトカゲ Sakishima-Kinobori-Tokage | (Van Denburgh 1912) | Sakishima-Inseln (Miyako- und Yaeyama-Inseln) |
| Diploderma polygonatum miyakense    |                                                  | (Van Denburgh 1912) | Ryūkyū-Inseln (nicht auf Yonaguni)            |
| Diploderma polygonatum polygonatum  | オキナワキノボリトカゲ Okinawa-Kinobori-Tokage   | Hallowell 1861      | Ryūkyū-Inseln und Kyūshū                      |
| Diploderma polygonatum xanthostomum | キグチキノボリトカゲ Kiguchi-Kinobori-Tokage     | (Ota 1991)          | Norden Taiwans                                |

Diese werden im Folgenden nach alphabetischer Reihenfolge im Detail beschrieben.

### Diploderma polygonatum donan
Die Unterart D. p. donan (jap. ヨナグニキノボリトカゲ Yonaguni-Kinobori-Tokage) ist auf der zu den Yaeyama-Inseln gehörenden Yonaguni-Insel endemisch. Auf der Roten Liste gefährdeter Arten Japans aus dem Jahr 2020 wird sie als gefährdet (Vulnerable) eingestuft.
Das subspezifische Epitheton "donan" bezieht sich auf einen alten einheimischen Namen der Insel Yonaguni-jima, der derzeit nicht offiziell verwendet wird. Der Begriff wird jedoch immer noch häufig von den Bewohnern der Insel verwendet. "Donan" bezieht sich auch auf einen speziellen Likör aus Yonaguni-jima.
Die Gesamtlänge der Unterart beträgt 18 cm für Männchen und 16 cm für Weibchen. Der Schwanz ist recht lang und beträgt etwa 70 % der Gesamtlänge. Dagegen beträgt die Kopf-Rumpf-Länge bei Männchen 7,7 cm und bei Weibchen 7,5 cm. Im Vergleich zu anderen Unterarten ist der Unterschied in der Körpergröße zwischen Männchen und Weibchen gering, es wird jedoch auch hier ein sexueller Dimorphismus beobachtet. Bei den Männchen entwickeln sich besonders ausgeprägte, große und gezackte Schuppen im Nacken. Die Körperfarbe ist normalerweise graubraun bei Männchen, mit mehreren gelblich-weißen Flecken, die parallel zur Körperseite aufgereiht sind. Die Variation dieser Flecken ist groß, so sind sie bei einigen Individuen voneinander getrennt während sie bei anderen vollständig miteinander verschmelzen. Weibchen sind dunkelgrün mit dunkelbraunen bis hellgrünen Mustern. Sowohl Männchen als auch Weibchen können ihre Körperfarbe ins Dunkelbraune ändern. Besonders Männchen tun dies während der Balz.
Da es auf der Insel Yonaguni aus der Agamen-Familie nur die Art Diploderma polygonatum gibt, besteht keine Verwechslungsgefahr mit anderen Arten der Gattung. Neben D. p. donan finden sich jedoch noch zwei andere Unterarten auf der Insel, nämlich D. p. ishigakiensis und D. p. xanthostimum.
Die Unterart D. p. ishigakiensis weist eine gelb-weiße Färbung an der Körperseite auf mit je einem glatten vertikalen Streifen, während Männchen der Unterart D. p. donan mehrere aufeinanderfolgende gelb-weiße unregelmäßige Flecken anstelle vertikaler Streifen aufweisen. Darüber hinaus haben Weibchen eine dunklere grüne Farbe als andere Unterarten. Die dritte Unterart D. p. xanthostimum lässt sich an ihrem leuchtend gelben Maul unterscheiden, welches bei anderen Unterarten dagegen beige bis rosagrau gefärbt ist.
Die anderen drei in dieser Art enthaltenen Unterarten sind auf den Amami-Okinawa-Inseln (D. p. polygonatum), den Yaeyama-Inseln und Miyako-Inseln (D. p. miyakense) – jedoch mit Ausnahme der Insel Yonaguni – sowie im Norden und Nordosten Taiwans (D. p. xanthostomum) verbreitet.
D. p. donan leben an Rändern von immergrünen Laubwäldern, die reich an Bodentieren und Insekten sind. Bevorzugt werden helle, spärliche Wälder mit wenig Unterholz. Die Art kommt nicht in abgelegenen Sekundärwäldern um Dörfer oder in Küstennähe vor.
Obwohl die Populationsdichte nicht gering ist, ist das Verbreitungsgebiet auf Berggebiete und deren Wälder beschränkt, und aufgrund des geringen potenziellen Lebensraumgebiets wird die Population in gewissem Maße als begrenzt angesehen.
Da die Insel selbst nur etwa 29 km² groß ist, stellt ein weiterer Verlust an Lebensraum durch Abholzung eine große Bedrohung für das Überleben der Unterart dar. Auch Raubtiere wie Blaue Pfauen, die sich auf der Insel niedergelassen haben, sind eine zusätzliche Gefahr.
Die Insel Yonaguni, auf der diese Unterart verbreitet ist, ist eine Übergangszone, in der taiwanesische Landtiere und Yaeyama-Landtiere gemischt vorkommen. Die Unterart D. p. donan ist jedoch biogeografisch speziell, da sie eine auf dieser Insel endemische Unterart ist. Der Ursprung der terrestrischen Biota der Insel Yonaguni ist von Forschungsinteresse. Auch die Entwicklung ökologischer Merkmale wie sozialem Verhalten und dem geringen Grad an sexuellem Dimorphismus in der Größe ist Gegenstand von Forschungen.

### Diploderma polygonatum ishigakiense

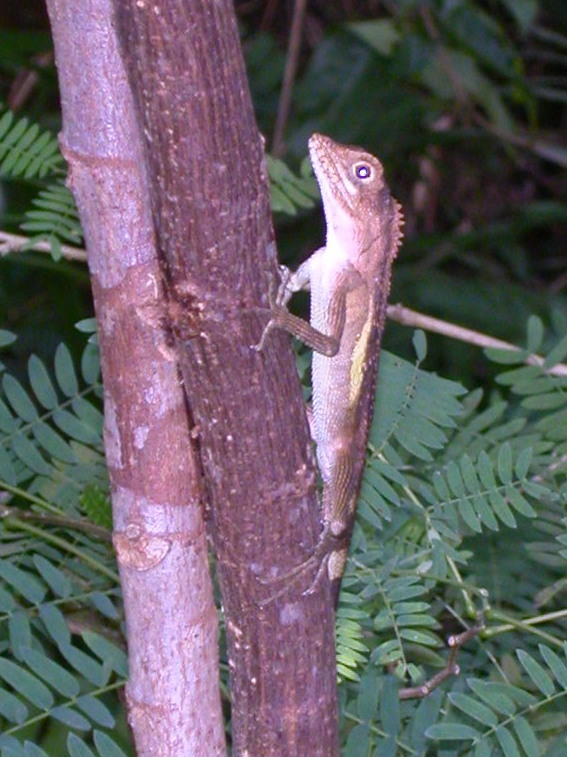
Diploderma polygonatum ishigakiense (Männchen) auf der Insel Iriomote

Die Unterart D. p. ishigakiense (jap. サキシマキノボリトカゲ Sakishima-Kinobori-Tokage) ist in der Roten Liste gefährdeter Arten Japans als potenziell gefährdet (Near Threatened) eingestuft. Sie ist in Japan auf den Miyako-Inseln (Miyako-jima, Ōgami-jima, Ikema-jima, Irabu-jima und Kurima-jima) und den Yaeyama-Inseln (Ishigaki-jima, Iriomote-jima und Kohama-jima) endemisch.
Der sexuelle Dimorphismus der Körpergröße ist deutlich. Die Gesamtlänge beträgt 27 cm für Männchen und 20 cm für Weibchen, dabei macht der Schwanz etwa 70 % der Gesamtlänge aus. Die Kopf-Rumpf-Länge beträgt 6,8 bis 7,7 cm für Männchen und 6,5 bis 6,8 cm für Weibchen. Die Population auf den Miyako-Inseln ist größer als die der Yaeyama-Inseln. Große gezackte Schuppen an der Rückenlinie vom Nacken bis zum Oberkörper entwickeln sich bei den Männchen besonders ausgeprägt. Die Körperfarbe hat bei Männchen zudem normalerweise einen graubraunen Grundton mit einem einzelnen gelb-weißer Streifen, der auf der Körperseite parallel zur Körperachse verläuft. Viele Weibchen haben dagegen ein schwarzbraunes Muster auf einem dunkelgrünen Untergrund, aber einige zeigen auch relativ breite braune vertikale Streifen auf dem Rücken. Sowohl Männchen als auch Weibchen können ihre Körperfarbe in Dunkelbraun ändern. Jungtiere können dies nicht. Sie zeigen ein unregelmäßiges Muster auf einem braunen Unterton, das etwas dunkler als die Grundfarbe ist.
Es gibt keine Verwechslungsgefahr mit anderen Arten, da es nur diese Art der Agame-Familie auf den Sakishima-Inseln gibt. Männchen einer anderen Unterart, der D. p. donan, weisen mehrere aufeinanderfolgende gelb-weiße unregelmäßige Flecken auf, während die D. p. ishigakiense durch einen einzelnen gelb-weißen vertikalen Streifen auf der Körperseite identifiziert werden kann. In einer anderen Unterart der D. p. polygonatum können Männchen anhand der grünen Körperfarbe identifiziert werden. Eine andere Unterart, D. p. xanthostomum, hat ein leuchtend gelbes Maul (bei anderen Unterarten beige bis rosagrau).
Auf der Insel Iriomote ist die Überlebensrate niedrig, da es viele natürliche Feinde gibt wie die Iriomote-Katze, Schlangen wie die Sakishima-Habu und Dinodon rufozonatum walli sowie Vögel wie den Feuerliest, die die Jungtiere fressen. Die Paarungszeit dauert von März bis September.  Die Männchen bleiben während dieser Zeit an einer höheren Position in den Bäumen, um ihr Territorium gegen Paarungskonkurrenten zu verteidigen. Der sexuelle Dimorphismus, dass Männchen größer als Weibchen sind, wird durch die soziale Struktur erhalten, die größeren Männchen größere Territorien erlaubt, die mehr Weibchen sichern. Diese legen jeweils 1 bis 3 Eier. Unmittelbar nach dem Schlüpfen beträgt die Kopf-Rumpf-Länge etwa 2,1 bis 2,4 cm.
Die Art lebt in immergrünen, nahrungsreichen Laubwäldern, bevorzugt an Orten mit wenig Unterholz.
Die Anzahl der geeigneten Lebensräume nimmt ab aufgrund der Entwicklungen im gesamten Verbreitungsgebiet. Besonders auf den Miyako-Inseln ist der Populationsrückgang bemerkenswert, und selbst im tropischen Botanischen Garten der Stadt Miyakojima, der Mitte der 1980er Jahre noch eine hohe Populationsdichte aufwies, war die Art bereits um 2005 selten zu beobachten.
In den guten Lebensräumen von Iriomote-jima und Ishigaki-jima, die Teil des Iriomote-Ishigaki-Nationalparks sind, ist die Populationsdichte relativ hoch, jedoch gering auf Kohama-jima und auch auf den Miyako-Inseln.
Neben dem anhaltenden Verschwinden von Lebensräumen in verschiedenen Teilen des Landes wird angenommen, dass wilde Blaue Pfauen die Situation auf Kohama-jima weiter verschlechtern wird. Auf Miyako-jima nimmt die Anzahl der Individuen selbst in Waldgebieten, in denen sich die Umwelt nicht wesentlich verändert hat, deutlich ab. Ein Einfluss von Raubtieren wie dem japanischen Wiesel und Blauen Pfau wird auch hier vermutet.

### Diploderma polygonatum miyakense
Die Unterart ist auf den Ryūkyū-Inseln endemisch. Der Art-Name leitet sich von ihrem Hauptverbreitungsgebiet auf den Miyako-Inseln ab.

### Diploderma polygonatum polygonatum

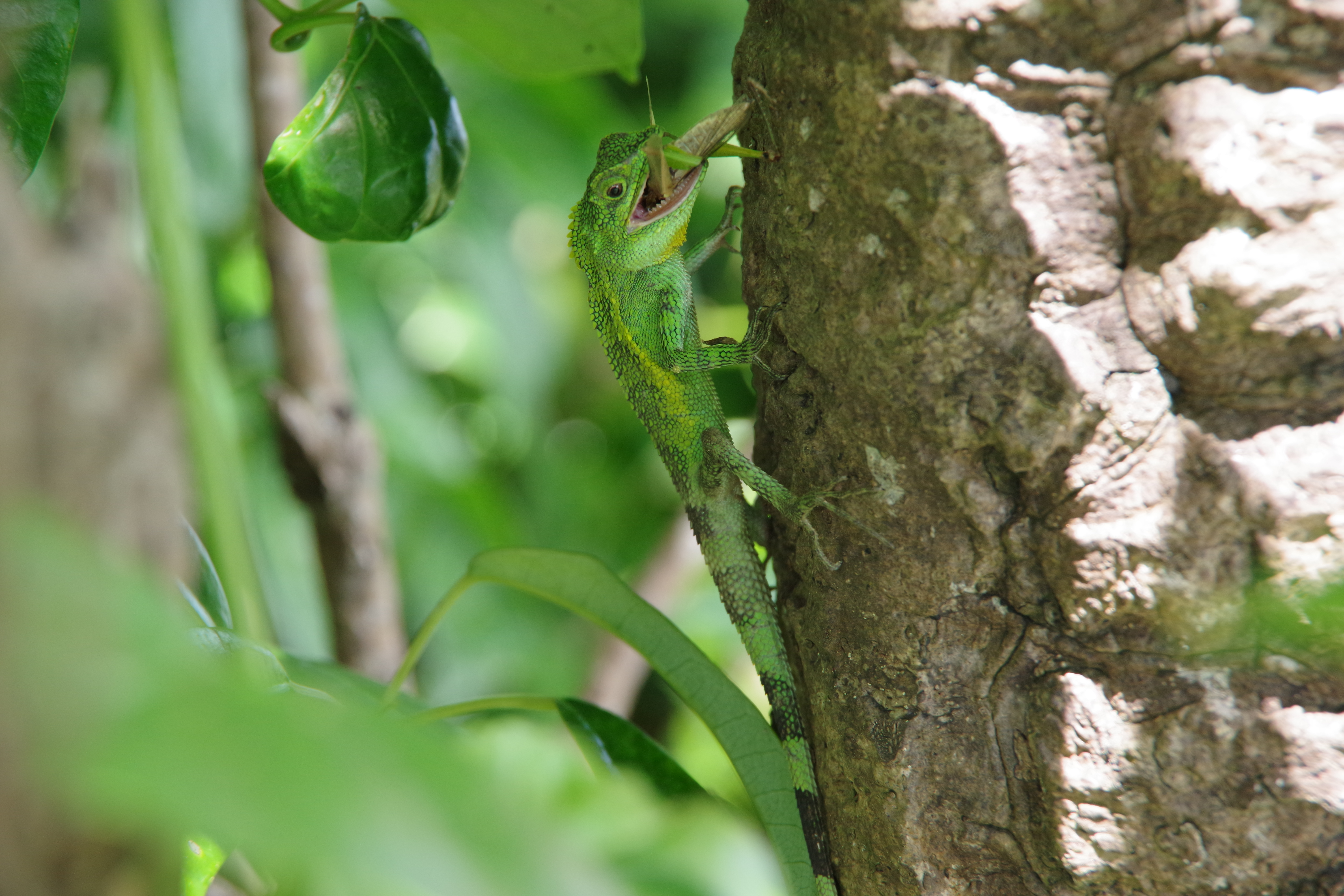
Diploderma polygonatum polygonatum auf dem Berg Nago-dake auf Okinawa Hontō beim Fressen einer Zikade

Die Unterart ist D. p. polygonatum (jap. オキナワキノボリトカゲ Okinawa-Kinobori-Tokage) ist die Nominatform und ist in der Roten Liste gefährdeter Arten Japans als gefährdet (Vulnerable) eingestuft. Sie findet sich auf den japanischen Inseln Amami Ōshima, Kikai-jima, Kakei Romajima, Kakeshima, Yoji-jima, Tokunoshima, Okinawa-jima, Ihiraya-jima, Yagaji-jima, Kouri-jima, Sesoko-jima, Watanagi-jima, Kume-jima, Zamami-jima, Aka-jima, Keiruma-jima, sowie auf Tokashiki-jima, Ikei-jima, Miyagi-jima, Heianza-jima, Hamahiga-jima und Tsuken-jima. Im zentralen und südlichen Teil der Okinawa-Inseln ist die Population im Vergleich zu den 1970er und 1980er Jahren zurückgegangen. Das Verschwinden von geeigneten Wäldern als Lebensraum und der Fang zum Verkauf als Haustiere, sowie teils invasive Raubtiere stellen eine Bedrohung dar. Es wurde gezeigt, dass die Art auf der Insel Zamami eines der wichtigsten Beutetiere des Japan-Wiesels ist. Auf der Insel Okinawa gibt es Bedenken hinsichtlich der Auswirkungen des eingeführten Kleinen Mungos. Während die Anzahl der Individuen in den Lebensräumen der Präfektur Okinawa abnimmt, wurde das Vordringen der Art nach Yakushima und Ibusuki (Präfektur Kagoshima), der Stadt Nichinan und Miyazaki (Präfektur Miyazaki) und in die Präfektur Nagasaki in den letzten Jahren bestätigt und auch eine Zunahme der dortigen Populationsdichte zumindest in einigen Gebieten. In der Präfektur Miyazaki kommt die Art seit etwa den 90er Jahren vor und seit etwa 2003 in der Präfektur Kagoshima. Es bestehen Bedenken hinsichtlich nachteiliger Auswirkungen als invasive Art auf die einheimischen Ökosysteme.
Die Reptilienart kommt auch in Kiefernwäldern vor, hauptsächlich jedoch in immergrünen Laubwald, in denen Bodentiere reichlicher vorhandenen sind. Sie bevorzugt dabei Orte mit wenig Unterholz. Neben natürlichen Wäldern kommt sie auch in gepflanzten Wäldern und Wohngärten vor.
Die Gesamtlänge beträgt 31 cm für Männchen und 24 cm für Weibchen und der Schwanz beträgt etwa 70 % der Gesamtlänge. Die Kopf-Rumpf-Länge ist im Schnitt 9,3 cm für Männchen und 7,7 cm für Weibchen. Große gezackte Schuppen sind an der Rückenlinie vom Kopf bis zum Körperende aufgereiht. Die Körperfarbe ist bei Männchen im Unterschied zu anderen Unterarten grün. In einigen Bereichen sind an der Körperseite gelbe vertikale Streifen parallel zur Körperachse zu sehen. Weibchen zeigen ein dunkelbraunes Muster auf einem grünen Untergrund. Sowohl Männchen als auch Weibchen können die Körperfarbe des gesamten Körpers ins Dunkelbraune ändern. Jungtiere haben dagegen grundsätzlich eine braune Körperfarbe.
Die Art ist das ganze Jahr über aktiv, jedoch ist die Aktivität im Winter von Januar bis März am niedrigsten und am höchsten von April bis Oktober. Die Weibchen legen von April bis September jeweils 1 bis 4 Eier unter abgefallenen Blättern auf dem Boden oder ein wenig in die Erde eingegraben. Die Embryos entwickeln sich darin ungefähr anderthalb Monate. Die Kopf-Rumpf-Länge der geschlüpften Jungtiere beträgt 2,2 bis 2,5 cm. In den Wäldern der zentralen und südlichen Regionen haben Männchen ein Territorium von etwa 35 m², das sich bei einige mit mehreren Territorien von weiblichen Individuen überschneidet. Territoriale Männchen haben oft eine markante, hellgrüne Farbe, sitzen auf Baumstämmen mit guter Sicht auf ihre Umgebung und befinden sich dabei oft in einer Erkundungsposition mit Blick nach unten, selbst wenn keine anderen Männchen in der Nähe sind. Sie machen durch „Liegestütze“ auf sich aufmerksam. Wenn ein anderes Männchen in das Territorium eindringt, wird dieses meist vertrieben. Teilweise kommt es jedoch auch zu einem Wettkampf. Dabei wird dem Gegner jeweils die Körperseite in entgegengesetzte Richtungen gezeigt, und es werden typische Drohgesten wie ebenfalls Liegestütz-Bewegungen ausgeführt. Zur Paarungszeit ist die männliche Körperfarbe leicht bräunlich. Als Balzgeste wird wiederum der Kopf auf und ab bewegt. Die Nacht verbringen die Tiere auf Ästen in 1,5 bis 2,5 m Höhe.

### Diploderma polygonatum xanthostomum

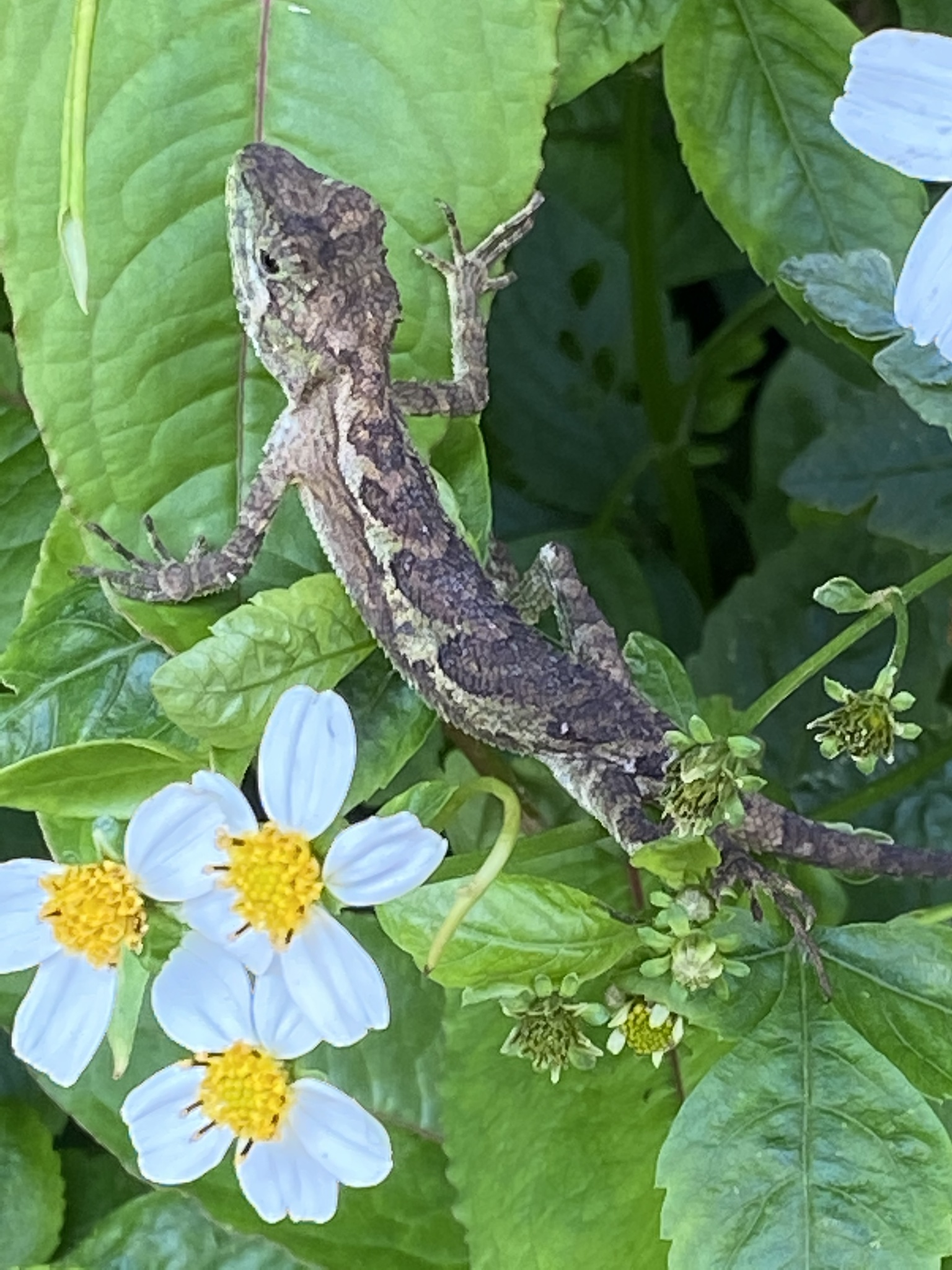
Diploderma polygonatum xanthostomum in Taipeh, Taiwan

Die Unterart D. p. xanthostomum (jap. キグチキノボリトカゲ Kiguchi-Kinobori-Tokage) ist im Norden Taiwans verbreitet. Ähnlich aussehende in Taiwan verbreitete Arten sind Diploderma brevipes und Diploderma swinhonis.

## Systematik und Forschungsgebiete
Die Art wurde zuvor in der Gattung Japalura eingeordnet.
Im Jahr 2018 wurde die frühere Gattung Japalura neu bewertet. Die Gattung Diploderma wurde daher aus der untersuchten Morphologie und nach molekularphylogenetischer Abschätzung wiederbelebt.
Es sind 27 (Stand Januar 2021) andere Arten derselben Gattung bekannt, die von Taiwan, Südchina, Indochina bis Nepal verbreitet sind.
Eine Studie von Yang et al. aus dem Jahr 2017 deutete darauf hin, dass die Art Diploderma polygontum ursprünglich aus Taiwan und der Yaeyama-Gruppe stammte und sich von dort stufenweise auf die Inseln Miyako, Okinawa, Tokunoshima und Amami verbreitete.
In Japan gibt es auf den Ryūkyū-Inseln keine anderen Arten aus der Familie der Agamen. Da Agamen hauptsächlich in den Tropen der Alten Welt verbreitet sind, hat die Art mit ihrem Verbreitungsgebiet einen hohen Wert für die Klärung der Evolutionsgeschichte und Biogeographie der Agamen. Darüber hinaus gibt es in Japan keine andere Reptilienart, die eine so klare auf einem Territorialsystem basierende soziale Struktur hat wie Diploderma polygonatum und zudem gibt es je nach Insel und Lebensraum innerhalb der Inseln Unterschiede in der Körpergröße usw., sodass die Art in vielerlei Hinsicht von Forschungsinteresse ist.

## Weiterführende Literatur
- E. Hallowell: Report  upon  the  reptilia  of  the  North  Pacific  exploring  expedition, under  command  of  Capt. John Rogers. In: USN Proc. Acad. Nat. Sci. Phila. 1860, S. 480–510.
- T. Jono, T. Kawamura, R. Koda: Invasion of Yakushima Island, Japan, by the subtropical lizard Japalura polygonata polygonata (Squamata: Agamidae). In: Cur. Herpetol. Band 32, 2013, S. 142–149.
- H. Ota: Taxonomic redefinition of Japalura swinhonis Gunther (Agamidae: Squamata), with a description of a new subspecies of J. polygonata from Taiwan. In: Herpetologica. Band 47, 1991, S. 280–294.
- S. Tanaka, M. Nishihira: Notes on an agamid lizard, Japalura polygonata. In: Biological Magazine Okinawa. Nr. 19, 1981, S. 33–39.